# Pseudodebilität
Pseudodebilität ist die Entwicklungshemmung bei Kindern und Jugendlichen (manchmal auch bei Erwachsenen) aufgrund äußerer Einflüsse (z. B. Krieg, Mangel an Zuwendung und Liebe, ungenügender Unterricht, Vernachlässigung).
Es handelt sich nicht um eine geistige Behinderung, sondern um eine vorübergehende Störung bzw. Verzögerung der Entwicklung (Retardierung), die durch genügend Anregung und geeigneten Unterricht wieder aufgehoben werden kann.
Die Pseudodebilität hat in der ICD-10-Klassifikation keine eigene Ziffer, sondern wird zu den „sonstigen dissoziativen Störungen“ mit dem Code F44.88 gerechnet, den sie sich mit der psychogenen Verwirrtheit und dem psychogenen Dämmerzustand teilt.

## Symptome und Beschwerden
Die Anzeichen von Pseudodebilität sind beispielsweise ein (angebliches) Nichtwissen und Nichtkönnen; zum Beispiel werden einfachste Fragen falsch beantwortet. Beispielsweise „3 + 5 = 40“ oder „Wie ist die Farbe des Himmels? - Rot!“. Auch das Gedächtnis, die motorische Geschicklichkeit, das Sozialverhalten und das Anpassungsvermögen können vermindert sein. Teilweise bestehen alle Anzeichen einer „echten“ Debilität, so dass sich die beiden Krankheitsbilder zum Verwechseln ähnlich sehen.

## Ursachen
Die Ursachen einer Pseudodebilität sind vielfältig, beispielsweise Mangel an Zuwendung und Liebe, fehlende Anregung, ungenügender Unterricht, Vernachlässigung, Verwahrlosung, Krieg oder Bürgerkrieg, Unterdrückung, extreme soziale Not, Depressionen, Angstzustände, subjektiv empfundene Überforderung und affektive Ablehnung.

## Folgen und Komplikationen
Eine seit der Kindheit bestehende Pseudodebilität kann dazu führen, dass das Kind als „geistig behindert“ in eine Förderschule eingeschult wird. Möglich sind auch schulische, berufliche und soziale Probleme wie etwa Isolation und Mobbing im Berufsleben sowie ein Versagen selbst bei den einfachsten Alltagstätigkeiten. Im fortgeschrittenen Alter kann eine Pseudodebilität leicht mit einer Demenz verwechselt werden, so dass es möglicherweise zu einer Einweisung in ein Altersheim kommt.

## Behandlung
Zuallererst sollte ein Intelligenztest durchgeführt werden, um den Intelligenzquotienten zu messen. Um zu verhindern, dass der Prüfling Nichtwissen bzw. Nichtkönnen vortäuscht, sollte der Test spielerisch und ohne die typische Testsituation erfolgen. Außerdem sollte die Lebensqualität des Betroffenen verbessert werden, das heißt Verständnis seitens der anderen und keine schulische bzw. berufliche Überforderung oder Mobbing mehr.